# تپه عزیزآباد کوچیکه ۱
تپه عزیز آباد کوچیکه ۱ مربوط به دوره هخامنشی است و در شهرستان دورود، بخش سیلاخور، دهستان چالانچولان، ۷۰۰ متری شمال شرق روستای عربان واقع شده و این اثر در تاریخ ۲۸ شهریور ۱۳۸۶ با شمارهٔ ثبت ۱۹۵۵۵ به‌عنوان یکی از آثار ملی ایران به ثبت رسیده است.